# Ambonville
Ambonville est une commune française située dans le département de la Haute-Marne, en région Grand Est.

## Géographie

### Localisation

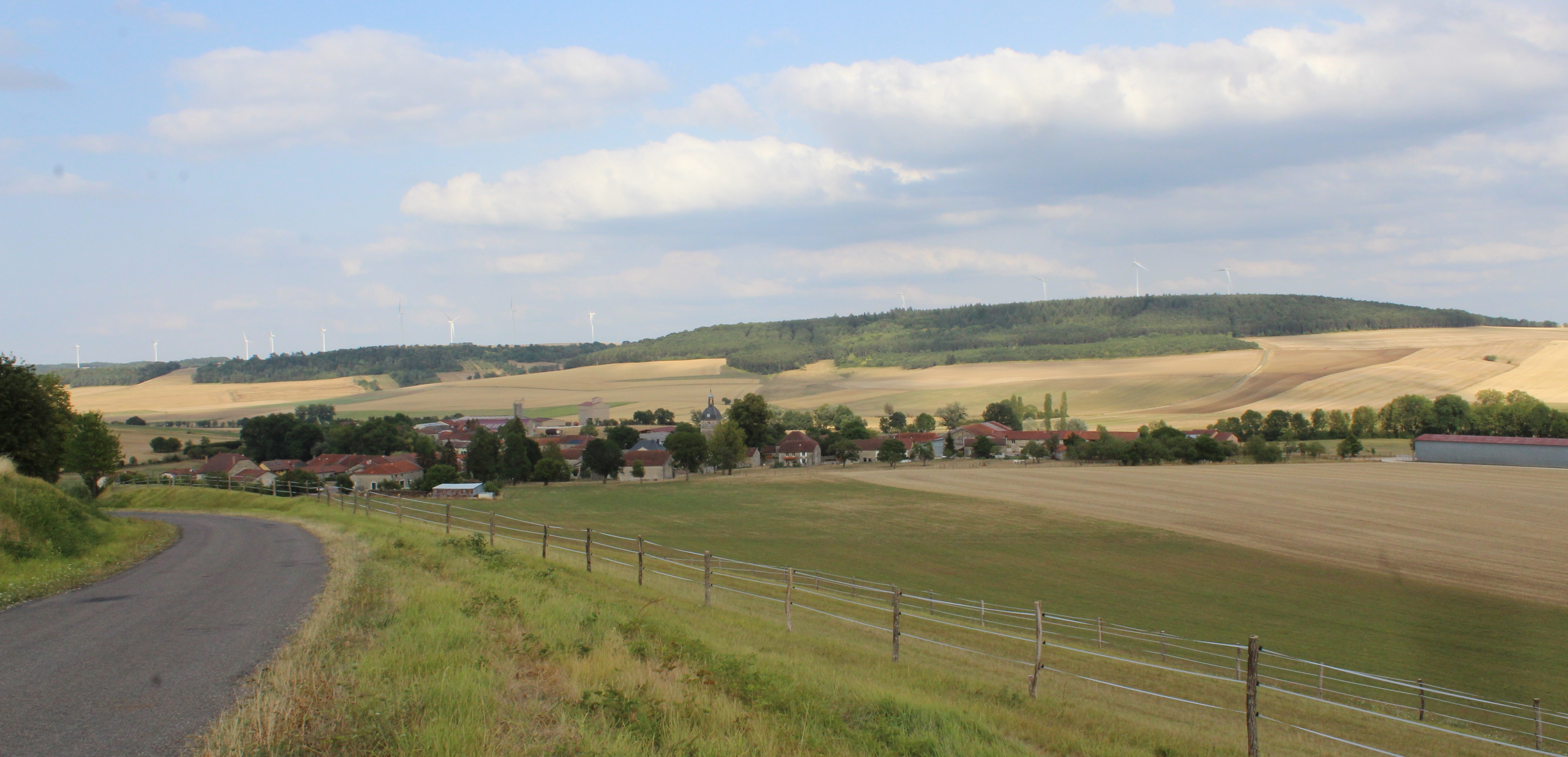
Panorama du village.

Ambonville est au pied du mont Gimont (404 m).
Un château d'eau y est construit, dont l'eau est prélevée à la source de Charmée, à la sortie d'Ambonville, sur la route de Marbéville.

Le Blaiseron, rivière d'une longueur de 20 km, affluent de la Blaise, prend sa source au sud du village avant de se diriger vers Leschères-sur-le-Blaiseron.

### Hydrographie
La commune est dans la région hydrographique « la Seine de sa source au confluent de l'Oise (exclu) » au sein du bassin Seine-Normandie. Elle est drainée par le Blaiseron,.
Le Blaiseron, d'une longueur de 20 km, prend sa source dans la commune  et se jette  dans la Blaise à Courcelles-sur-Blaise, après avoir traversé huit communes.

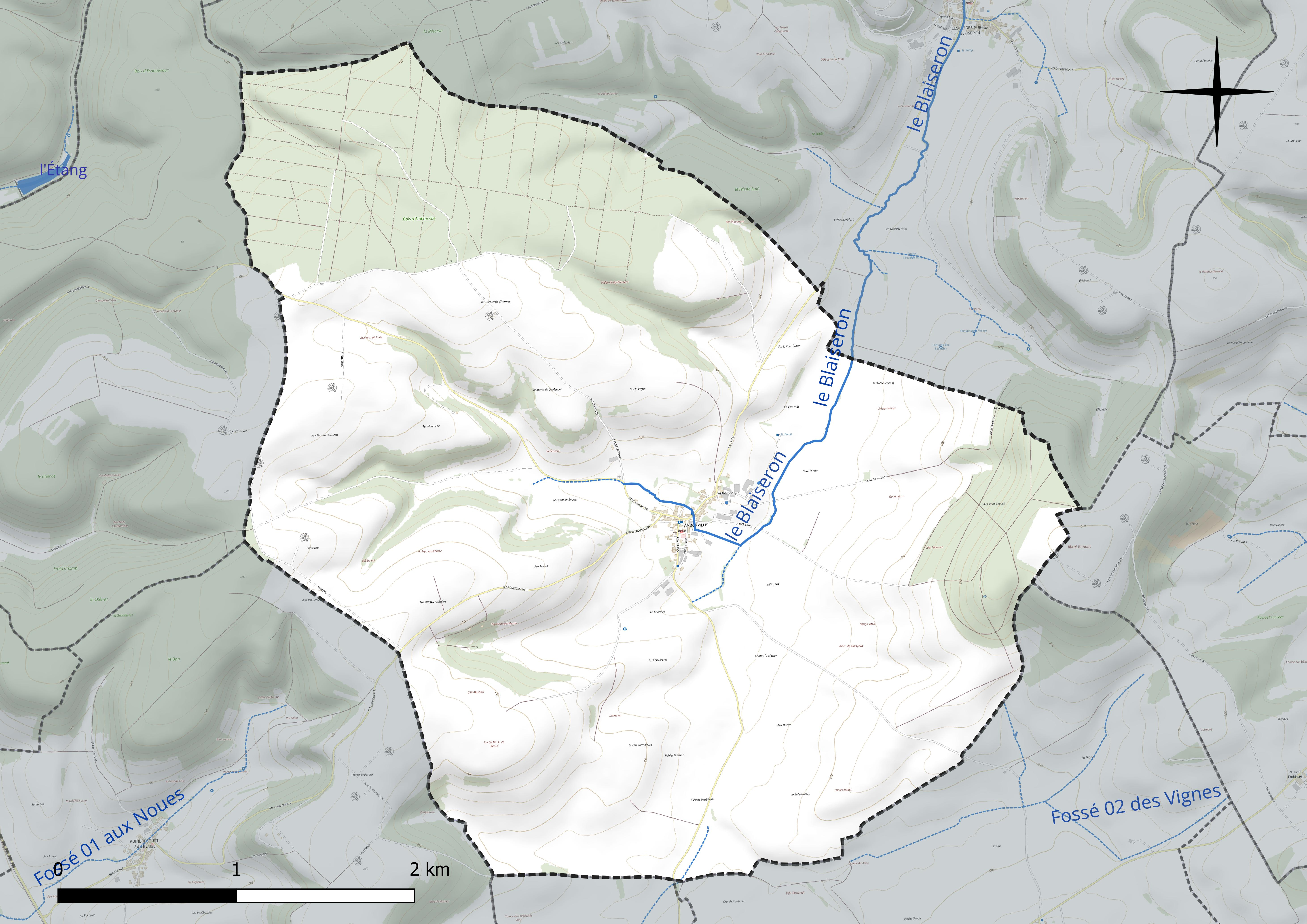
Réseau hydrographique d'Ambonville.

### Climat
Pour des articles plus généraux, voir Climat du Grand Est et Climat de la Haute-Marne.
En 2010, le climat de la commune est de type climat de montagne, selon une étude du Centre national de la recherche scientifique s'appuyant sur une série de données couvrant la période 1971-2000. En 2020, Météo-France publie une typologie des climats de la France métropolitaine dans laquelle la commune est exposée à un climat océanique altéré et est dans la région climatique Lorraine, plateau de Langres, Morvan, caractérisée par un hiver rude (1,5 °C), des vents modérés et des brouillards fréquents en automne et hiver.
Pour la période 1971-2000, la température annuelle moyenne est de 10 °C, avec une amplitude thermique annuelle de 16,1 °C. Le cumul annuel moyen de précipitations est de 974 mm, avec 13,4 jours de précipitations en janvier et 9,6 jours en juillet. Pour la période 1991-2020, la température moyenne annuelle observée sur la station météorologique de Météo-France la plus proche, « Blécourt », sur la commune de Blécourt à 9 km à vol d'oiseau, est de 10,8 °C et le cumul annuel moyen de précipitations est de 879,6 mm. 
La température maximale relevée sur cette station est de 40,2 °C, atteinte le 25 juillet 2019 ; la température minimale est de −18 °C, atteinte le 20 décembre 2009,,.
Les paramètres climatiques de la commune ont été estimés pour le milieu du siècle (2041-2070) selon différents scénarios d'émission de gaz à effet de serre à partir des nouvelles projections climatiques de référence DRIAS-2020. Ils sont consultables sur un site dédié publié par Météo-France en novembre 2022.

## Urbanisme

### Typologie
Au 1er janvier 2024, Ambonville est catégorisée commune rurale à habitat dispersé, selon la nouvelle grille communale de densité à sept niveaux définie par l'Insee en 2022.
Elle est située hors unité urbaine. Par ailleurs la commune fait partie de l'aire d'attraction de Chaumont, dont elle est une commune de la couronne,. Cette aire, qui regroupe 112 communes, est catégorisée dans les aires de 50 000 à moins de 200 000 habitants,.

### Occupation des sols
L'occupation des sols de la commune, telle qu'elle ressort de la base de données européenne d’occupation biophysique des sols Corine Land Cover (CLC), est marquée par l'importance des territoires agricoles (75,6 % en 2018), une proportion sensiblement équivalente à celle de 1990 (74,9 %). La répartition détaillée en 2018 est la suivante : 
terres arables (57,1 %), forêts (24,4 %), prairies (15,8 %), zones agricoles hétérogènes (2,7 %). L'évolution de l’occupation des sols de la commune et de ses infrastructures peut être observée sur les différentes représentations cartographiques du territoire : la carte de Cassini (XVIIIe siècle), la carte d'état-major (1820-1866) et les cartes ou photos aériennes de l'IGN pour la période actuelle (1950 à aujourd'hui).

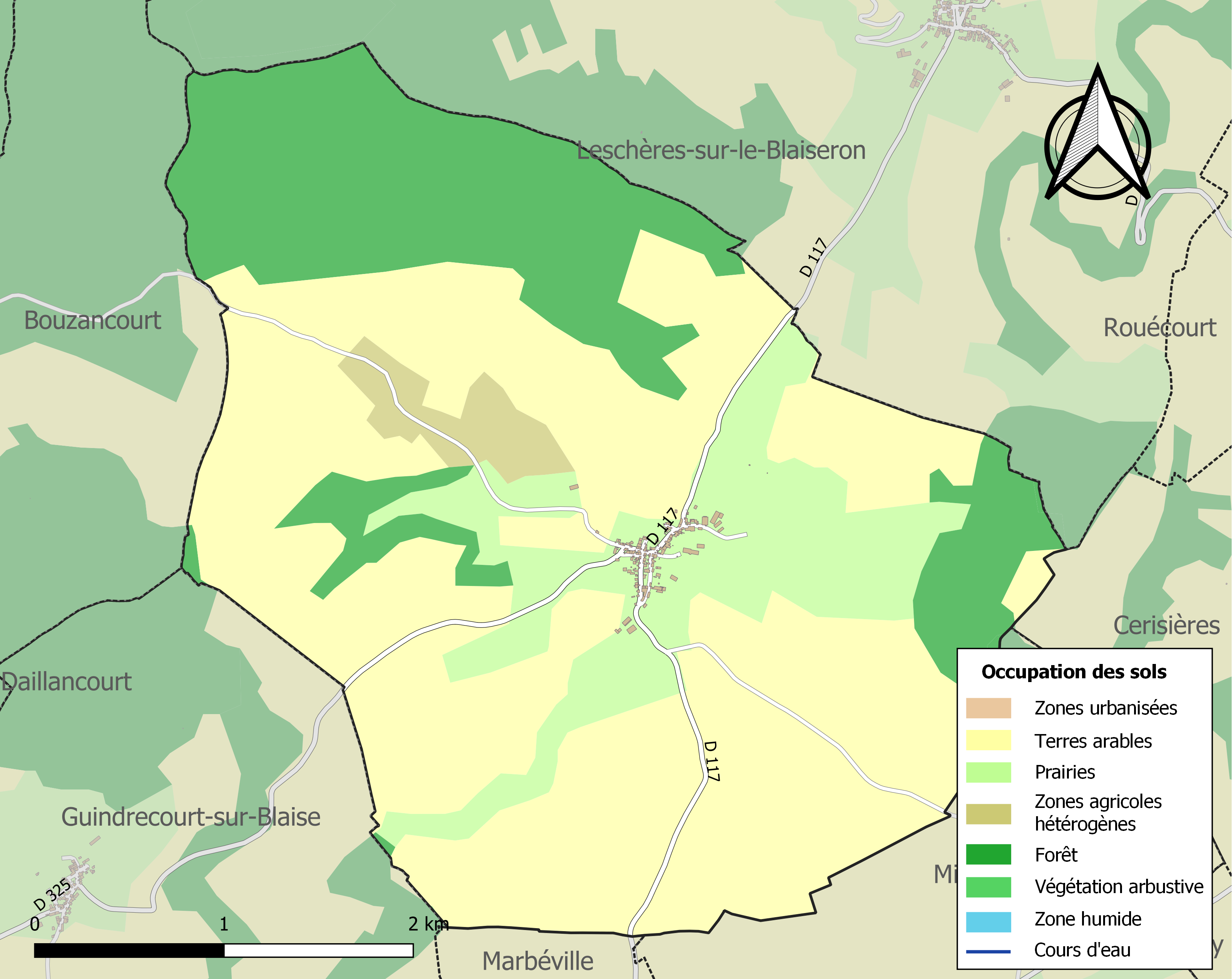
Carte des infrastructures et de l'occupation des sols de la commune en 2018 (CLC).

## Toponymie
Le nom de la localité est attesté sous les formes Ebbonis villa (IXe siècle) ; Aimbodis villa (1050-1052) ; Ambonis villa (1127) ; Ambonvilla (1158) ; Ambunvilla (1160) ; Ambovilla (1162) ; Cambonvilla, Kambonis villa (vers 1172) ; Haibeuville (1239) ; Ambonville (1222-1243) ; Anbonville (1454).

## Histoire
Il est fait mention du village sous le nom de Ambondis ou Ambonis-Villa dans les chartes dès le XIe siècle, où il est déjà un fief pour des chevaliers vassaux des seigneurs de Vignory. Ainsi, en 1099, il est fait mention de Milon d'Ambonville, fils d'Ingelbert qui est probablement apparenté à la maison de Vignory, qui fait un don au prieuré Saint-Étienne de Vignory avant de partir pour la Terre sainte. Un certain Garnier d'Ambonville est ensuite cité en 1137, puis le village semble retourner dans le giron des seigneurs de Vignory avant de retrouver un écuyer du nom de Jean d'Ambonville au XIVe siècle,.
Au gré des successions, le village arrive ensuite dans la maison de Choiseul avant d'être érigé en baronnie en 1548 en faveur de Philibert de Choiseul, dont les descendants vendront Ambonville au XVIIIe siècle à la famille Broussel, qui possédait encore ce village à la Révolution française,.

## Politique et administration

### Liste des maires

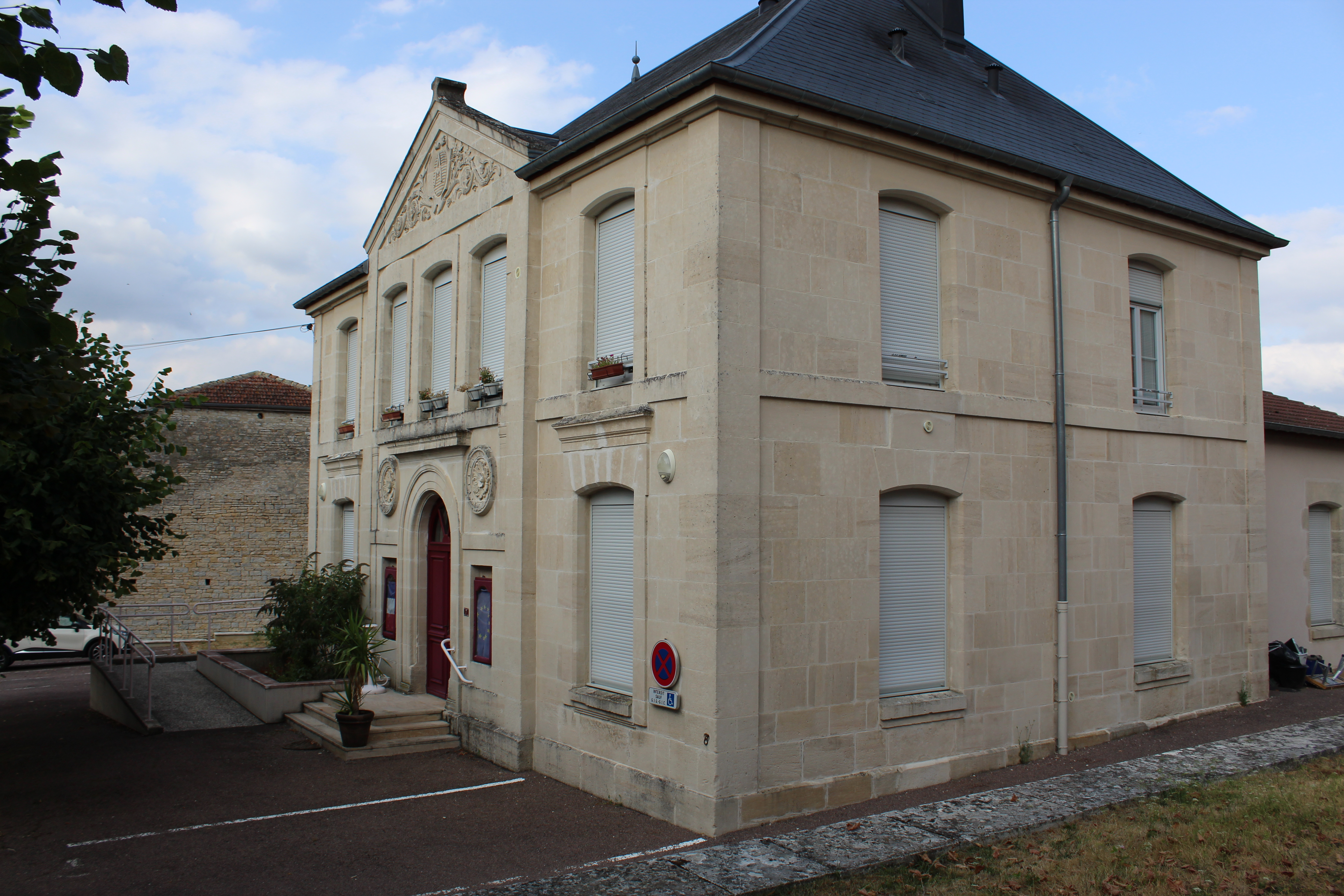
La mairie.

| Période                                  | Période   | Identité       | Étiquette | Qualité |
| ---------------------------------------- | --------- | -------------- | --------- | ------- |
| Les données manquantes sont à compléter. |           |                |           |         |
| mars 2001                                | mars 2008 | Roland Vouriot |           |         |
| mars 2008                                | 2014      | Yvette Ragot   |           |         |
| 2014                                     | En cours  | Hubert Leseur  |           |         |

## Population et société

### Démographie
L'évolution du nombre d'habitants est connue à travers les recensements de la population effectués dans la commune depuis 1793. Pour les communes de moins de 10 000 habitants, une enquête de recensement portant sur toute la population est réalisée tous les cinq ans, les populations de référence des années intermédiaires étant quant à elles estimées par interpolation ou extrapolation. Pour la commune, le premier recensement exhaustif entrant dans le cadre du nouveau dispositif a été réalisé en 2008.

En 2022, la commune comptait 85 habitants, en évolution de +7,59 % par rapport à 2016 (Haute-Marne : −4,62 %, France hors Mayotte : +2,11 %).
| 1793 | 1800 | 1806 | 1821 | 1831 | 1836 | 1841 | 1846 | 1851 |
| ---- | ---- | ---- | ---- | ---- | ---- | ---- | ---- | ---- |
| 350  | 402  | 418  | 405  | 483  | 482  | 483  | 462  | 461  |

| 1856 | 1861 | 1866 | 1872 | 1876 | 1881 | 1886 | 1891 | 1896 |
| ---- | ---- | ---- | ---- | ---- | ---- | ---- | ---- | ---- |
| 380  | 404  | 384  | 395  | 391  | 394  | 413  | 358  | 338  |

| 1901 | 1906 | 1911 | 1921 | 1926 | 1931 | 1936 | 1946 | 1954 |
| ---- | ---- | ---- | ---- | ---- | ---- | ---- | ---- | ---- |
| 316  | 304  | 292  | 228  | 232  | 198  | 174  | 178  | 169  |

| 1962 | 1968 | 1975 | 1982 | 1990 | 1999 | 2006 | 2008 | 2013 |
| ---- | ---- | ---- | ---- | ---- | ---- | ---- | ---- | ---- |
| 146  | 130  | 110  | 91   | 81   | 78   | 72   | 70   | 76   |

| 2018 | 2022 | - | - | - | - | - | - | - |
| ---- | ---- | - | - | - | - | - | - | - |
| 85   | 85   | - | - | - | - | - | - | - |

## Culture locale et patrimoine

### Lieux et monuments
- Église Saint-Bénigne, reconstruite de 1765 à 1767.

### Galerie

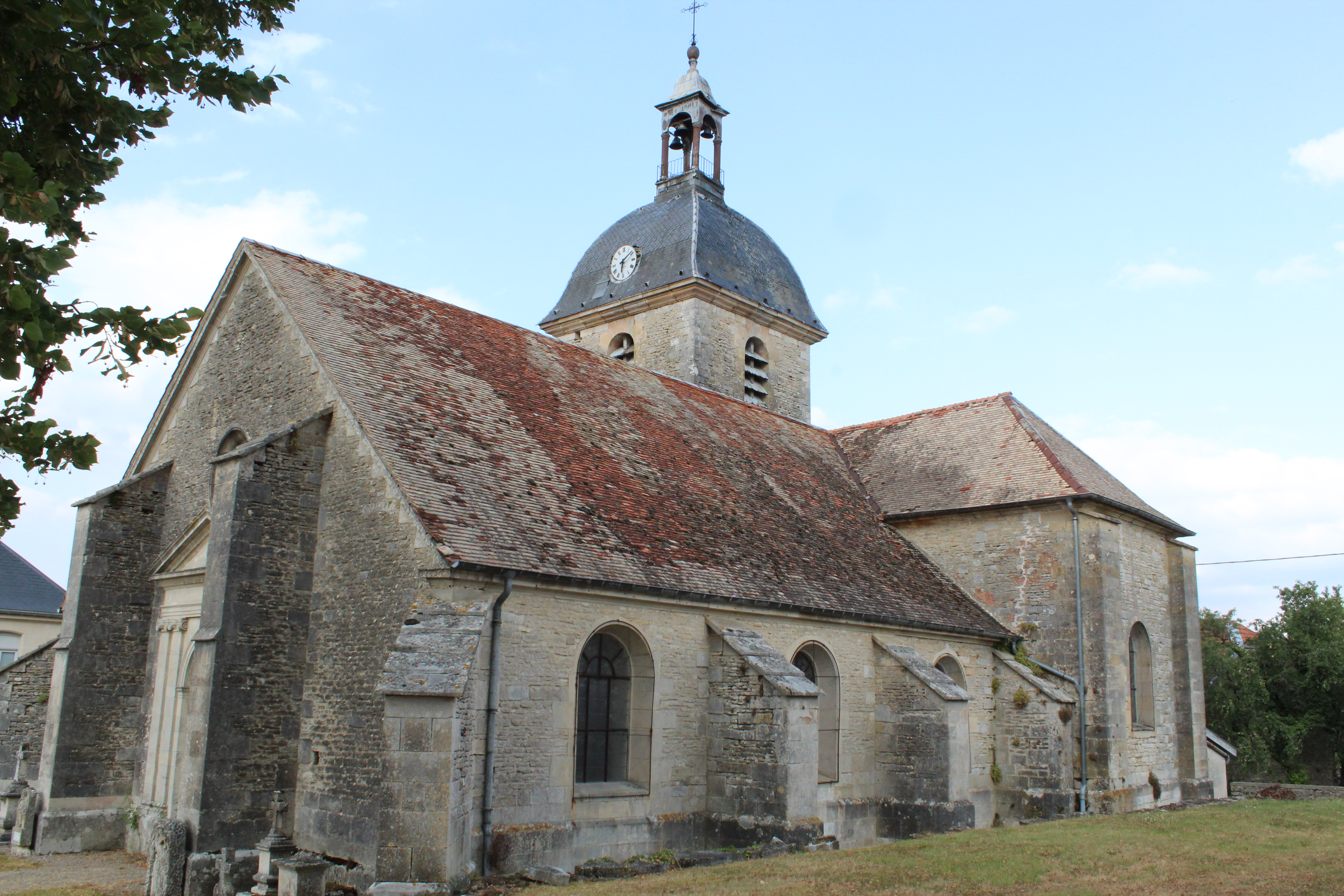
L'église.
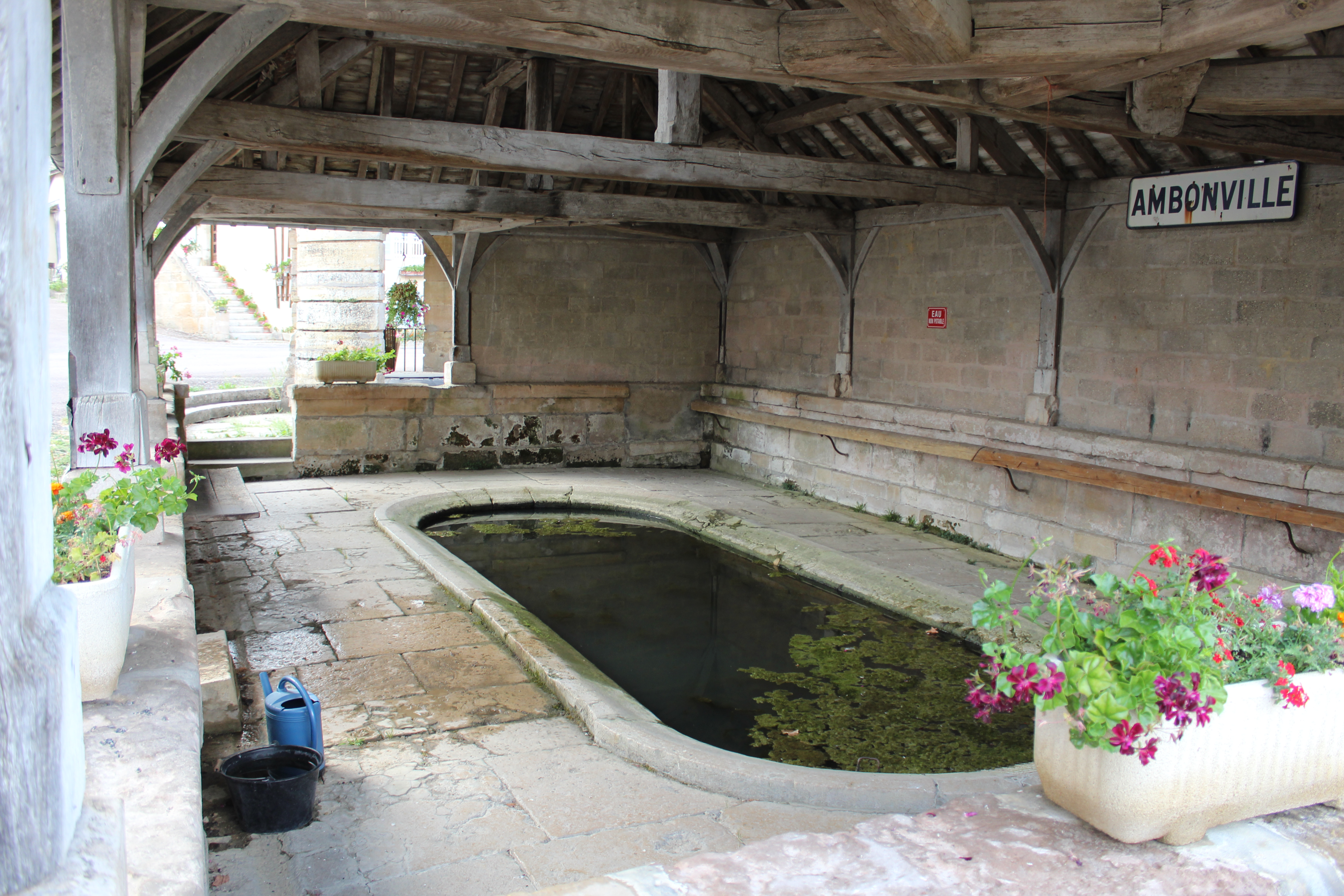
Intérieur du lavoir.
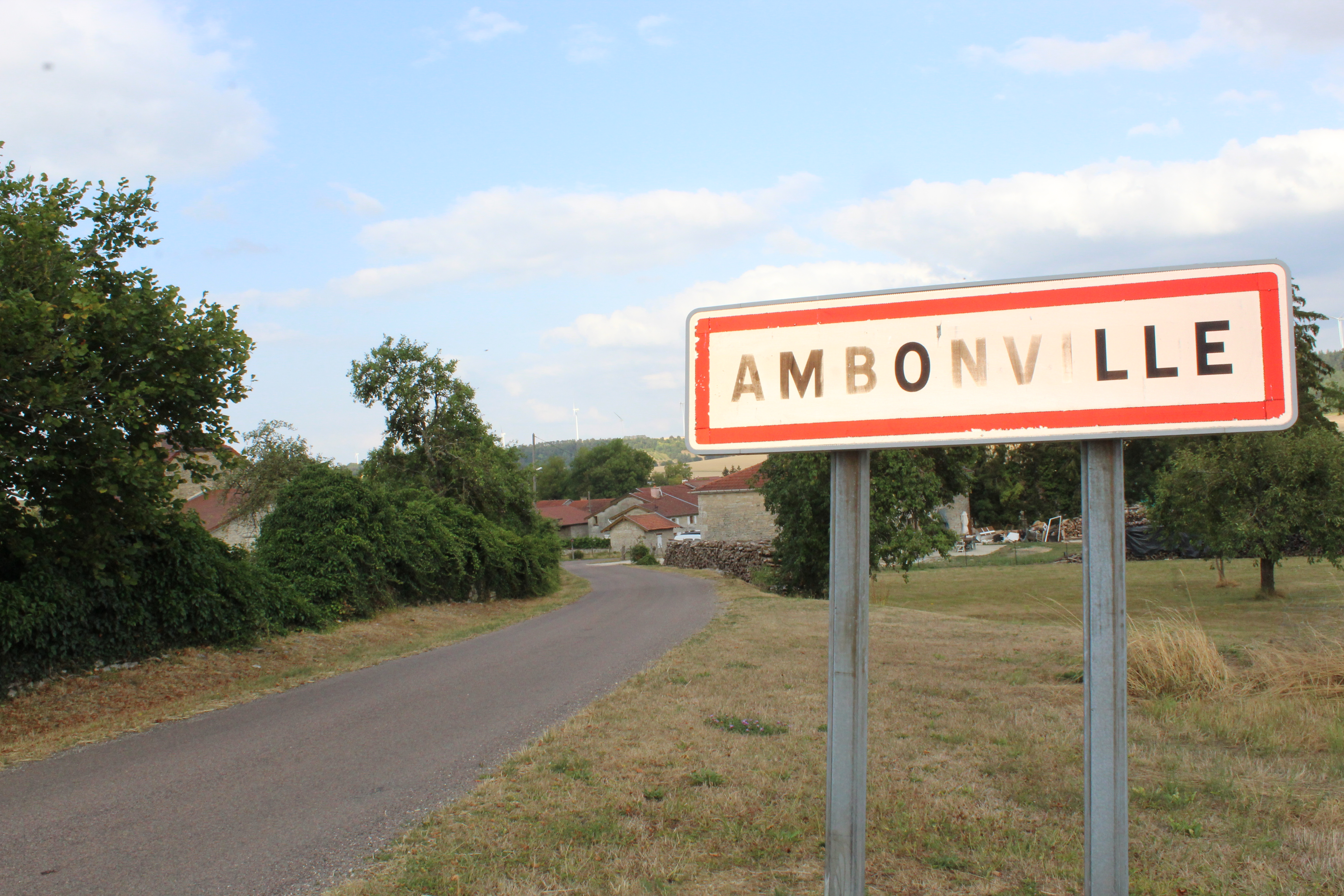
Entrée du village.
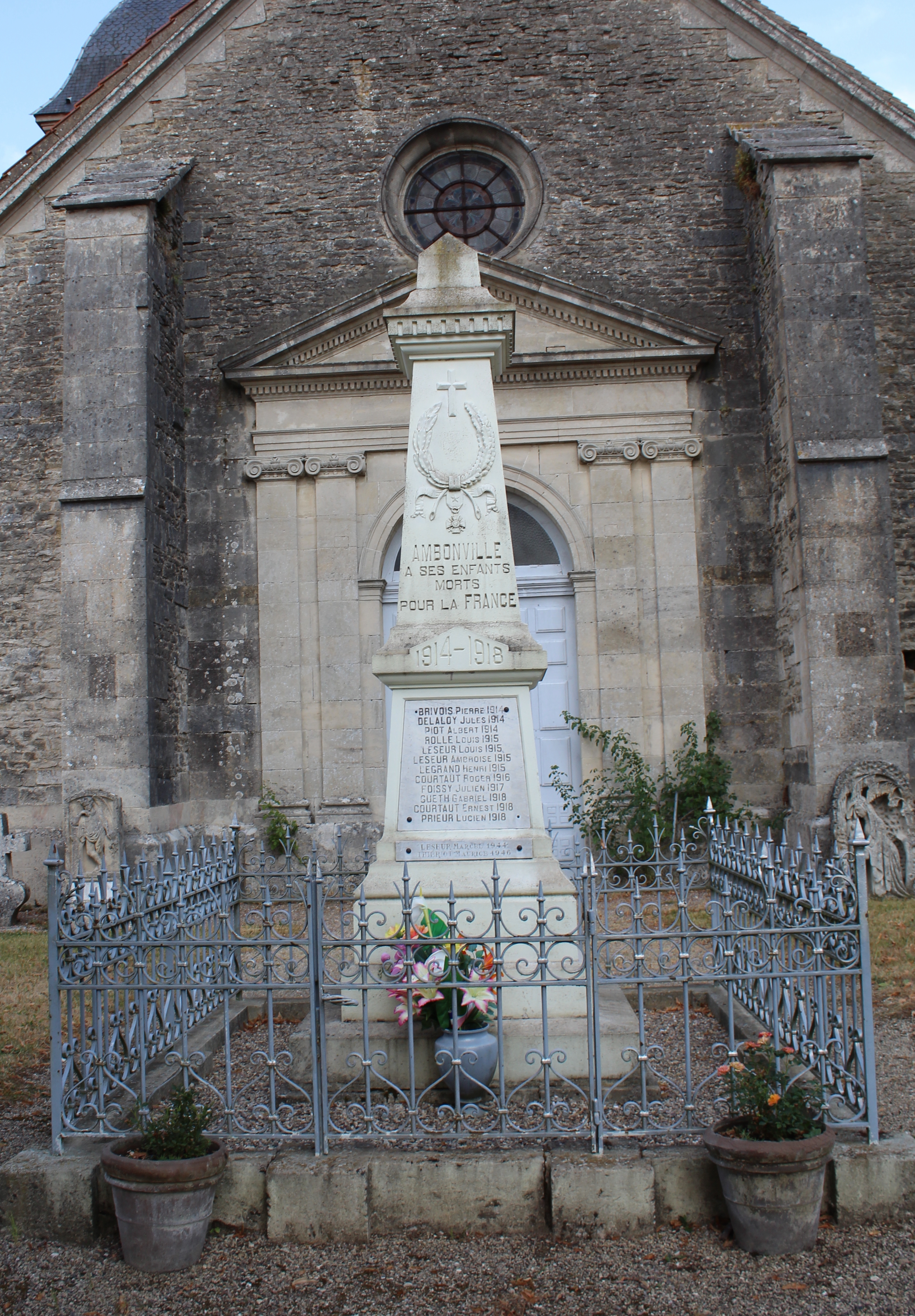
Le monument aux morts.

### Personnalités liées à la commune
- Bernard Chérin (1718-1785), généalogiste et historiographe, qui reçut du roi le titre d'écuyer.
- Louis Nicolas Hyacinthe Chérin, son fils (1792-1799), général de division de la Révolution française, mort au combat. Son nom est inscrit sous l'Arc de triomphe à Paris.
- Alexandre Hatier, fondateur de la maison d'édition Hatier, y est né le 9 juillet 1856.